# Nhà thờ Hạnh Thông Tây
Nhà thờ Hạnh Thông Tây là một nhà thờ Công giáo ở Thành phố Hồ Chí Minh, Việt Nam. Nhà thờ tọa lạc tại số 688 đường Quang Trung, phường Thông Tây Hội, Thành phố Hồ Chí Minh, Việt Nam.

## Lịch sử
Họ đạo Hạnh Thông Tây được giám mục Puginier thành lập năm 1861. Thời đầu, có gia đình ông Đốc phủ Ca và một vài người giàu có trong làng Hạnh Thông Tây xin gia nhập đạo. Dần dần, khoảng 400 người ngoại giáo có của cải và nhà cửa trong làng đến xin học đạo. Vì nơi đây là khu vực ngoại thành, dân cư chủ yếu là người nghèo nên họ đạo chưa có nơi tụ họp, giảng dạy. Sau này, một số người khá giả trong làng đã hiến tặng ngôi đình của họ mà dựng lên ngôi nhà nguyện đầu tiên của họ đạo Hạnh Thông Tây.
Trong khoảng một thời gian dài cuối thế kỷ 19, nhà thờ không có linh mục ở cùng giáo dân nên số lượng giáo dân bị giảm dần.
Khi cha Phêrô Nguyễn Phước Chính được bổ nhiệm làm Cha sở đầu tiên vào năm 1898, họ đạo Hạnh Thông Tây chỉ có một miếng đất, chung quanh là nơi cho các bổn đạo ở. Cha Phêrô Chính đã xin phép các quan chức địa phương cho xây cất nhà thờ mới trên mảnh đất này đồng thời xây cất nhà xứ và trường học xung quanh.
Năm 1921, thời linh mục Matthêu Hồ Tấn Đức làm Cha sở, nhà thờ Hạnh Thông Tây mới được xây dựng trên ba thửa đất rộng 2,1 mẫu của ông Giuse Hồ Văn Chua hiến cho nhà thờ trước đó. Toàn bộ chi phí xây cất đều được vợ chồng ông Denis Lê Phát An tự nguyện đóng góp.
Ban đầu tháp chuông có hình tháp nhọn, nhưng vì đây là vùng có nhiều máy bay quân sự bay qua nên cơ sở Hàng không Đông Dương đã xin cho hạ thấp tháp chuông nhà thờ Hạnh Thông Tây theo văn thư đề ngày 29/10/1953. Từ đó, tháp chuông có hình vuông như hiện nay.
Năm 2010, giáo xứ khánh thành Nhà sinh hoạt Phụng vụ - Giáo lý (còn gọi là Nhà thờ phụ) ngay bên cạnh nhà thờ chính để phục vụ cho việc giảng dạy giáo lý cho trẻ em và các mục đích công vụ khác.
Ngày 24 tháng 9 năm 2020, Đức cha Giuse Nguyễn Năng - Tổng Giám mục Tổng giáo phận Thành phố Hồ Chí Minh cùng với toàn thể giáo dân trong giáo xứ đã làm lễ Khánh thành Nhà sinh hoạt giáo lý và mục vụ giáo xứ Hạnh Thông Tây.

## Những nét đặc sắc

### Kiến trúc
Nhà thờ được ông Lê Phát An giao cho nhà thầu Baader thiết kế và thi công. Tuy nhiên sau một thời gian thi công, ông Denis Lê Phát An hủy hợp đồng cũ với nhà thầu Baader và hợp tác với nhà thầu Lamorte để tiếp tục công trình cho đến khi hoàn thành.
Thay vì kiểu kiến trúc Romanesque và kiến trúc Gothic khá phổ biến như nhiều nhà thờ khác, nhà thờ Hạnh Thông Tây được xây dựng theo phong cách kiến trúc Byzantine ở châu Âu. Nguyên mẫu của nhà thờ chính là Vương cung thánh đường Thánh Vitale ở thành phố Ravenna, Italia.
Nhà thờ có chiều dài 40 mét, chiều rộng 14 mét, trần cao 16 mét, chiều cao vòm 20 mét. Ban đầu tháp chuông có hình tháp nhọn cao 30 mét nhưng từ năm 1952 giảm xuống còn 19,5 mét vì lý do an ninh hàng không.
Do thánh bổn mạng của nhà thờ vốn là thánh Giuse, còn ông Lê Phát An có thánh quan thầy là thánh Denis, nên giáo xứ đã quyết định xây thêm tượng thánh Denis ở ngay trước nhà thờ, phía trên cửa vào để tỏ lòng biết ơn đối với ông.

Trần nhà thờ có hình vòm cung, phết nhũ vàng. Trên cùng là tranh khảm theo phong cách Byzantine mô tả cảnh Chúa Giêsu đang hấp hối trên Thập Giá. Trần nhà thờ còn có tranh ghép đá mosaic có hình của các vị thánh khác như: thánh Antôn thành Padova, các thánh nữ là thánh Anna, thánh Maria Mađalêna, thánh Veronica, thánh Lucia, thánh Cecilia, thánh Agnes, thánh Claira, thánh Gioanna xứ Arc,...  

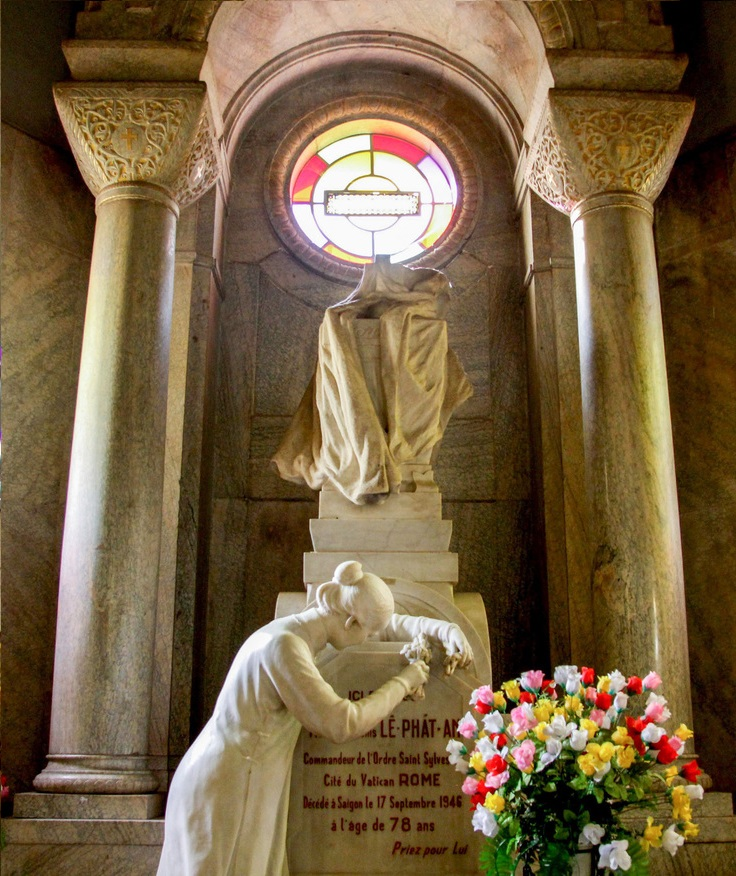
Mộ ông Denis Lê Phát An trong nhà thờ

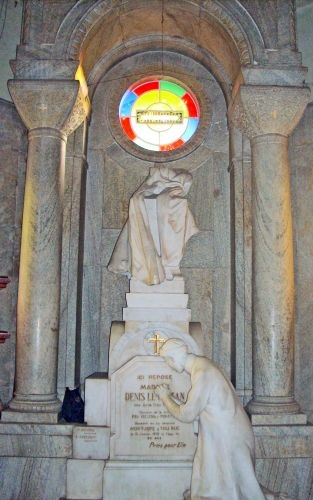
Mộ bà Anna Trần Thị Thơ, vợ ông Denis Lê Phát An

Ngoài ra, nhà thờ còn có hai mộ tượng của vợ chồng ông Lê Phát An nằm đối diện nhau ở hai bên cánh nhà thờ. Đặc biệt hai pho tượng mang đậm tính "Nam Bộ". Trước mộ ông Denis Lê Phát An có tượng người vợ mặc áo dài cầm bó hoa quỳ gối ôm choàng lấy bia mộ. Ngược lại, trước mộ của bà Anna Trần Thị Thơ thì có tượng người chồng đang quỳ cầu nguyện và thương tiếc. Cả hai bức tượng đều được điêu khắc vô cùng sống động và chi tiết. Hai bức tượng này được khắc trên đá cẩm thạch trắng còn phần bia mộ bằng đá hoa cương. Trên bia mộ cũng có ghi tên kiến trúc sư người Pháp Paul Ducuing và nhà điêu khắc người Pháp A. Contenay thực hiện.

### Dấu tích Thánh
Nhà thờ hiện đang lưu giữ và trưng bày một số Thánh Tích, trong đó có Mảnh dăm gỗ Thánh Giá thật, mảnh vụn đá từ mộ Chúa, Thánh Nhan Chúa - Khăn Thánh Veronica, Mảnh xương các Thánh Tử Đạo... Các Thánh Tích đang được trưng bày tại hai bàn thờ nhỏ có tượng Đức Mẹ Maria và Thánh Giuse kế bên Cung Thánh.  

Một số Thánh Tích
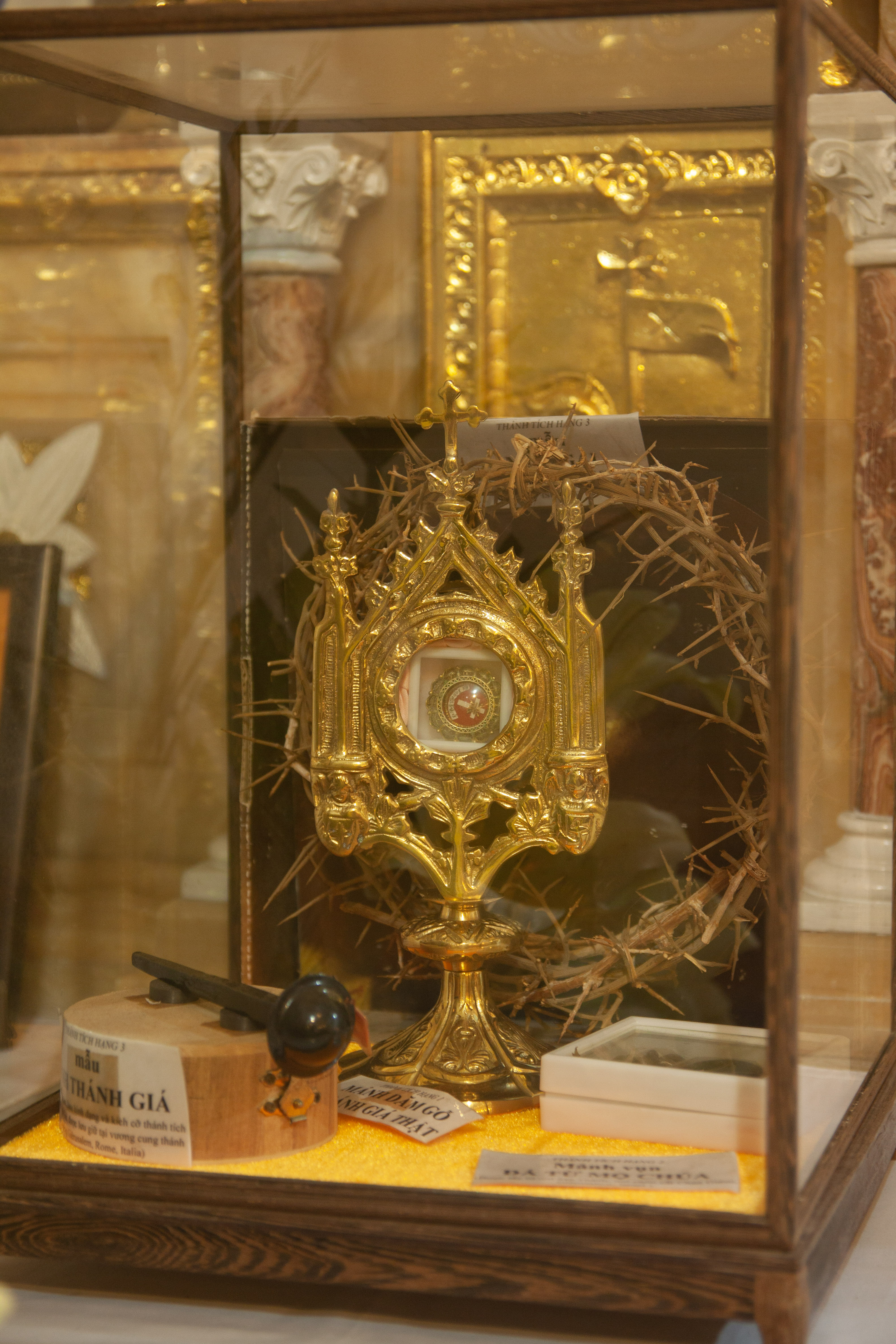
Mảnh dăm Thánh Giá thật
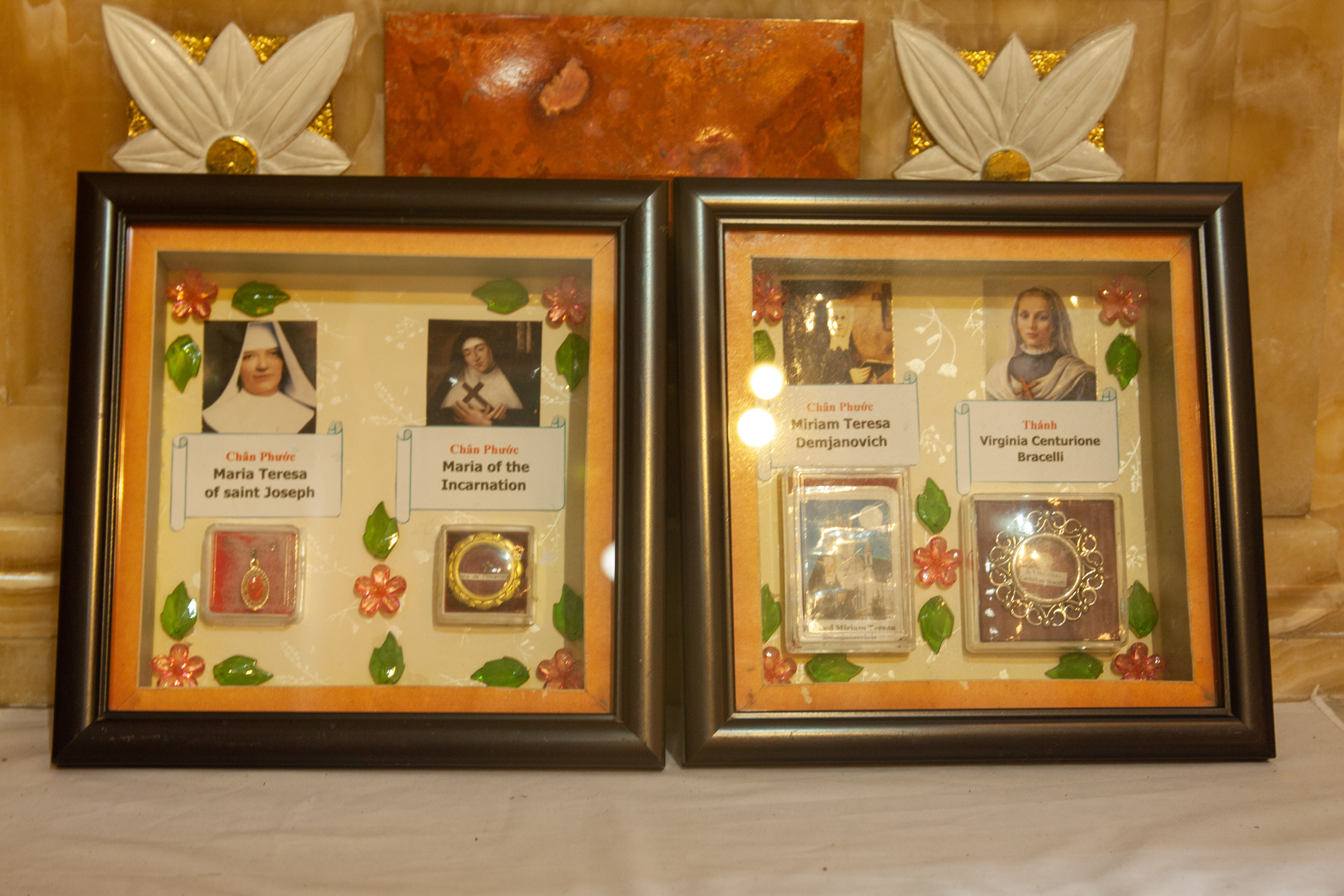
Thánh tích các Chân phước và các Thánh
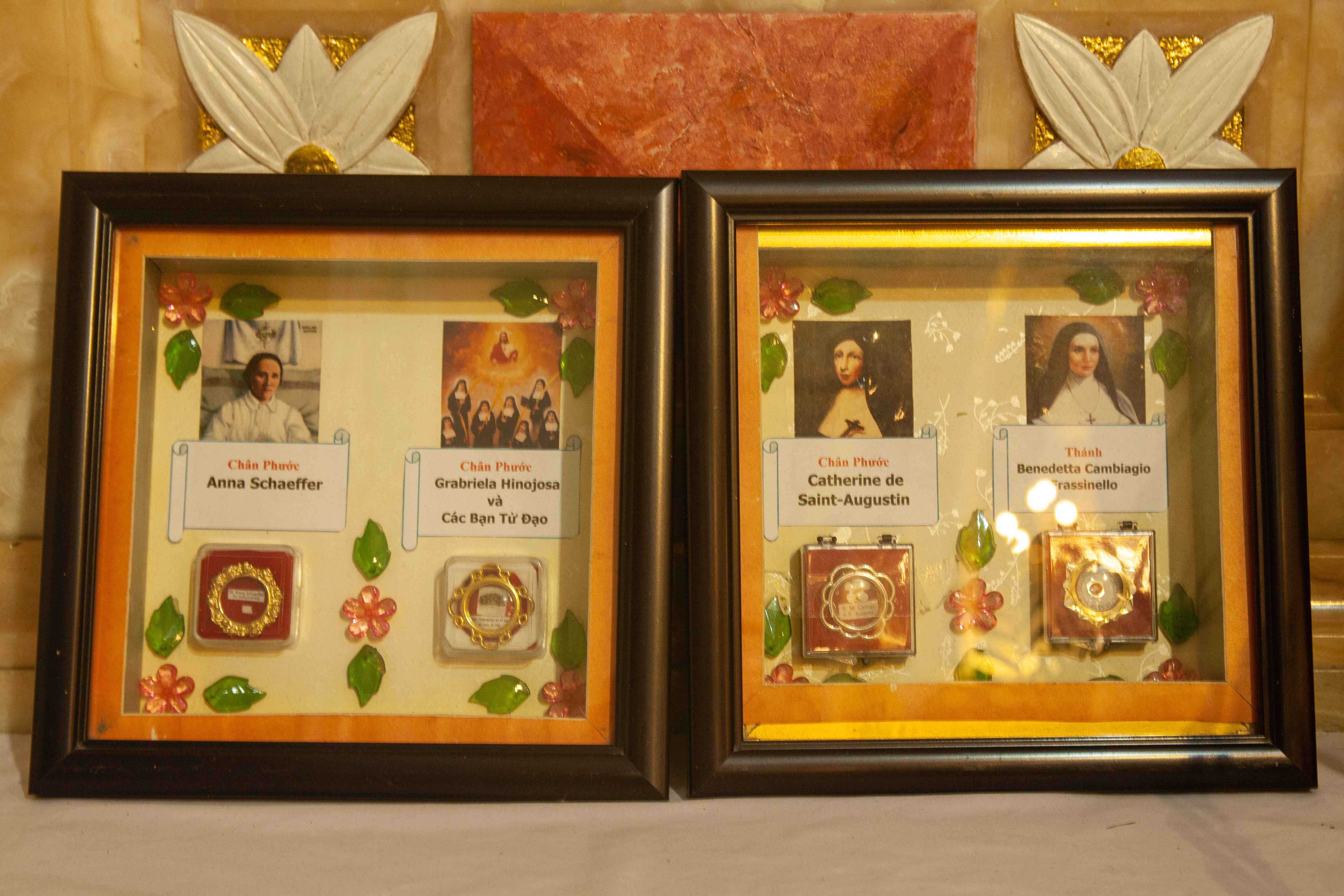
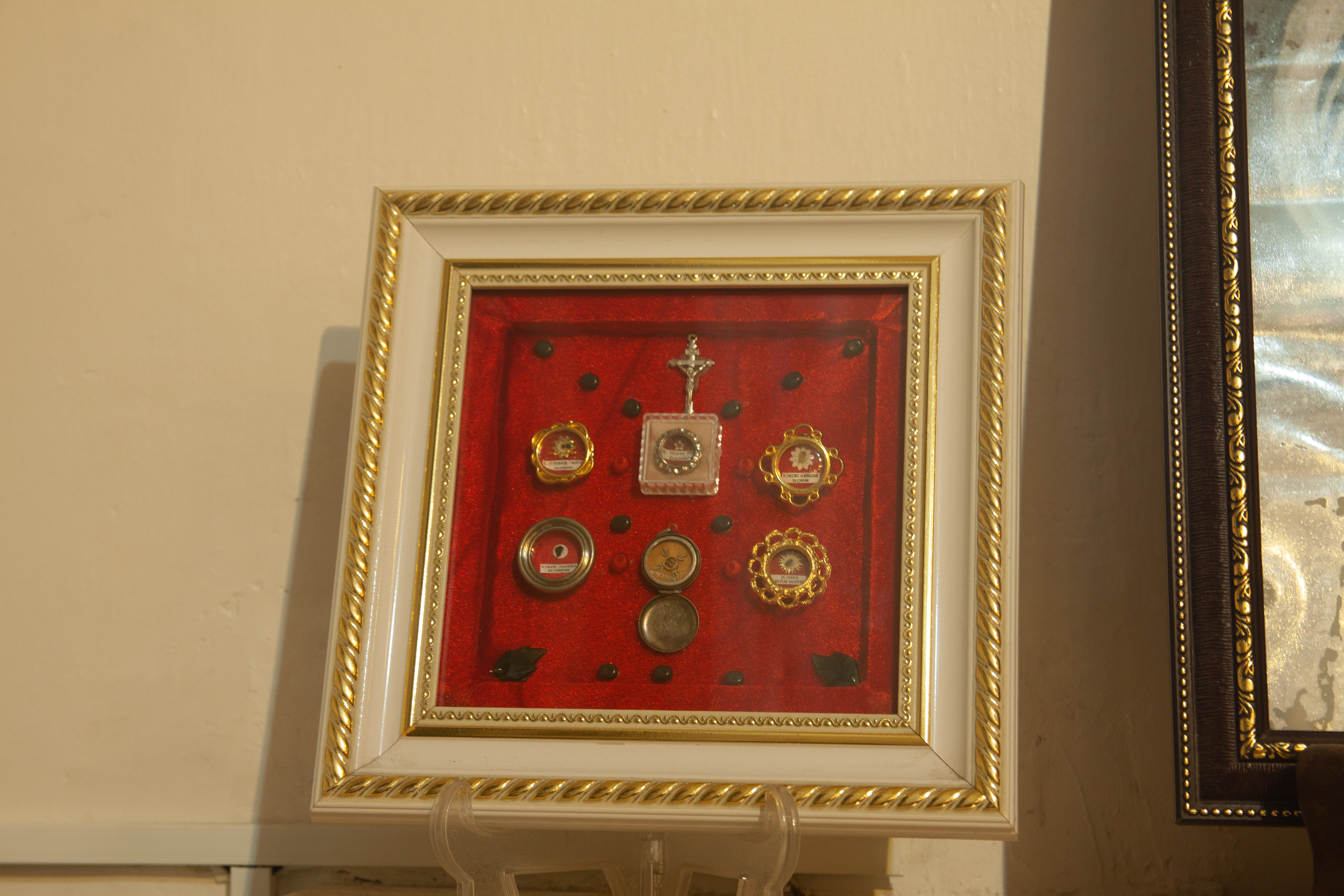

## Một số hình ảnh

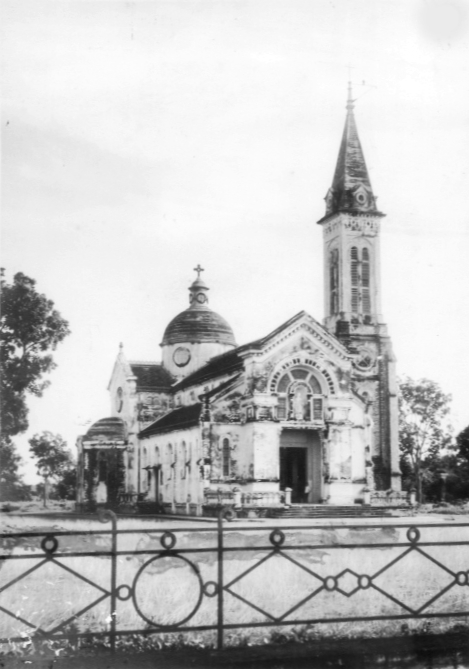
Nhà thờ Hạnh Thông Tây xưa
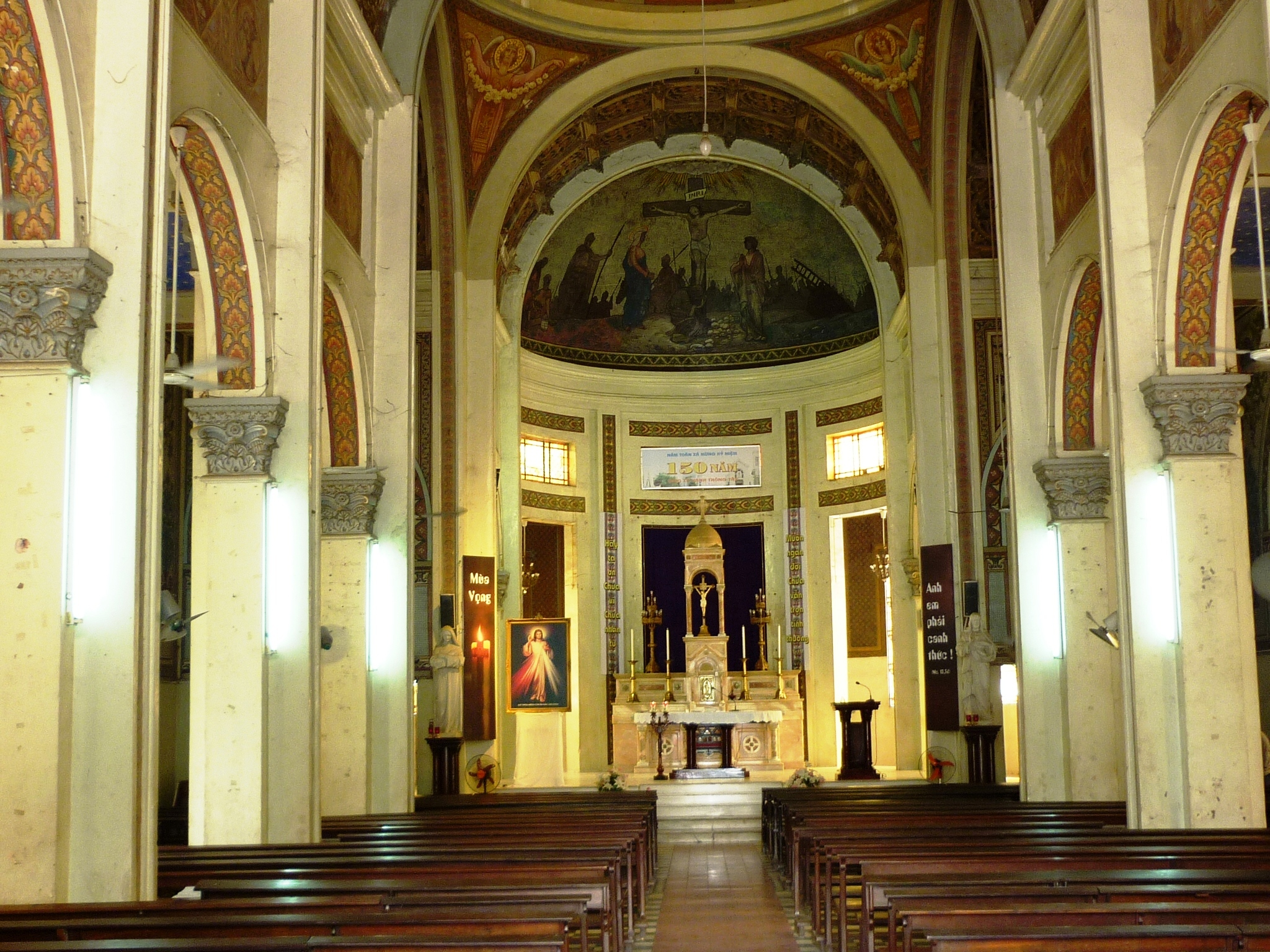
Bên trong nhà thờ chính
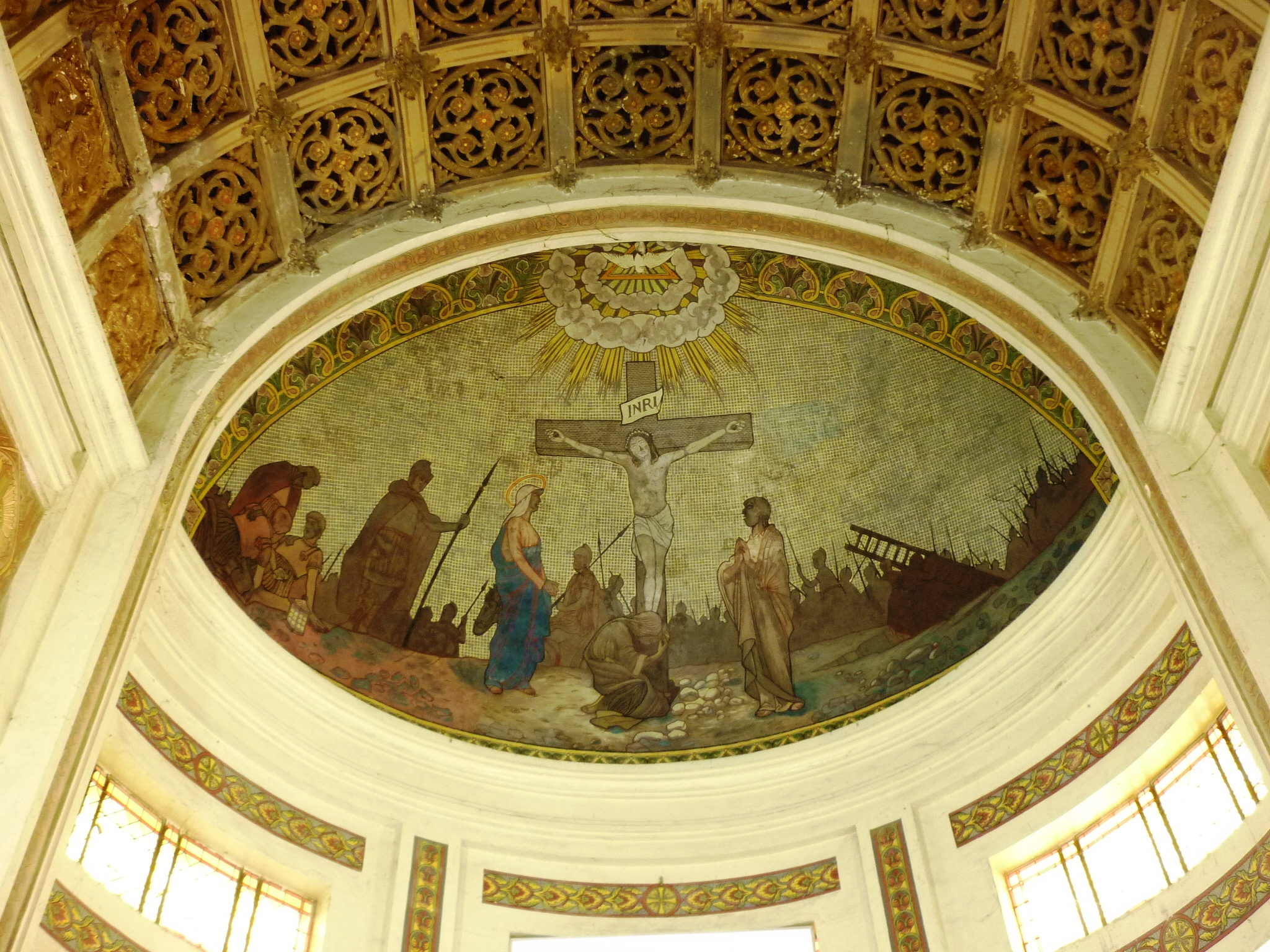
Tranh Chúa Giesu bị đóng đinh trên mái vòm của nhà thờ
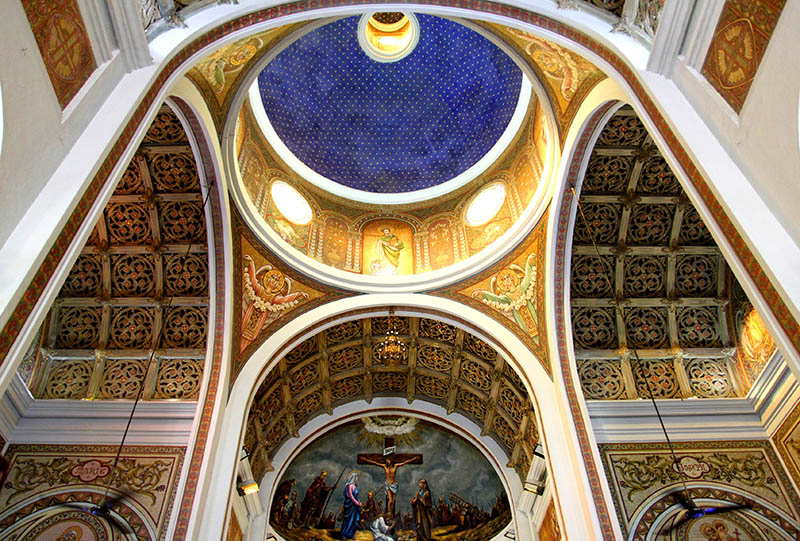
Tranh trên mái vòm nhà thờ
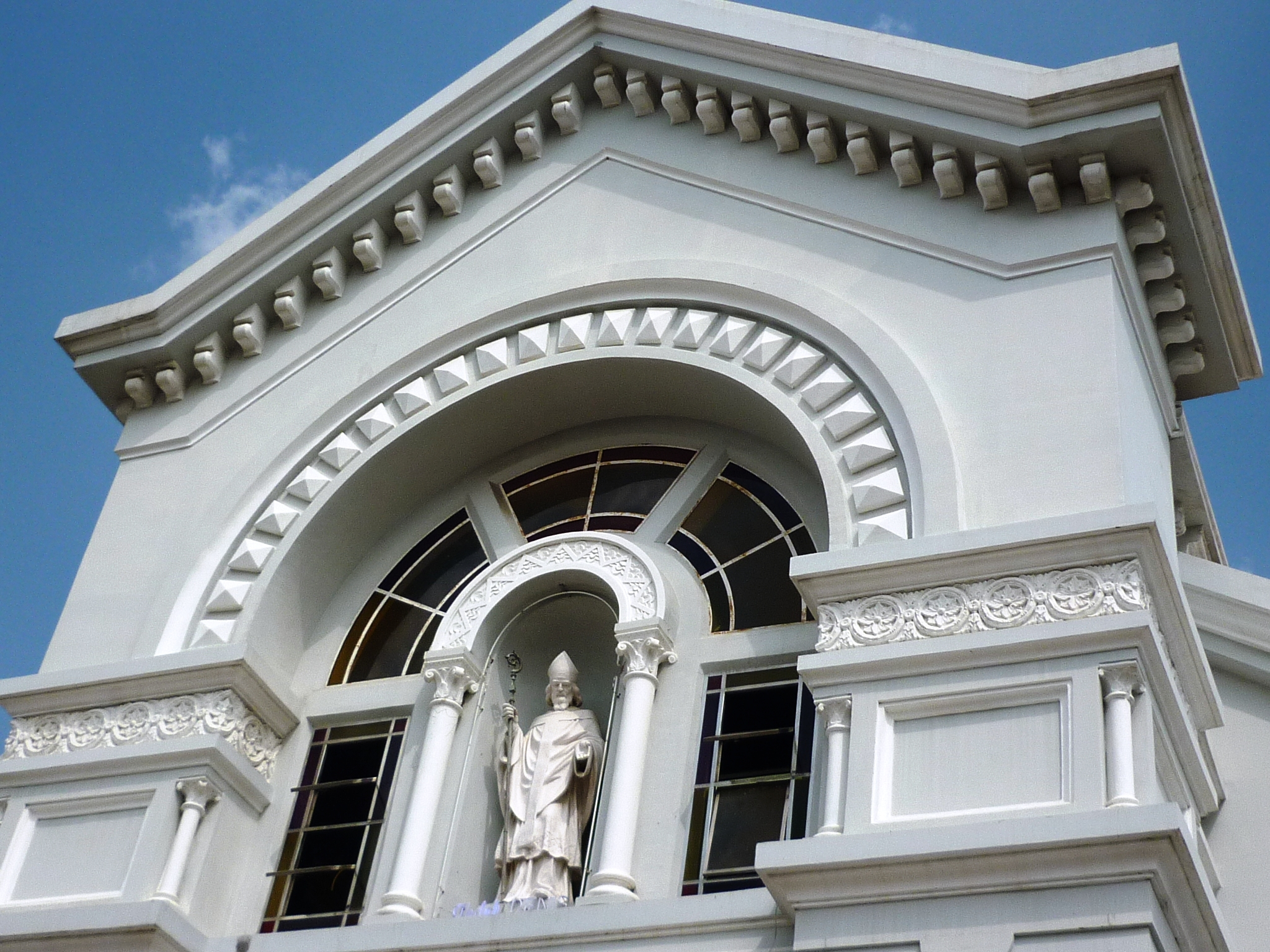
Tượng thánh Denis ngay trên cửa ra vào nhà thờ chính
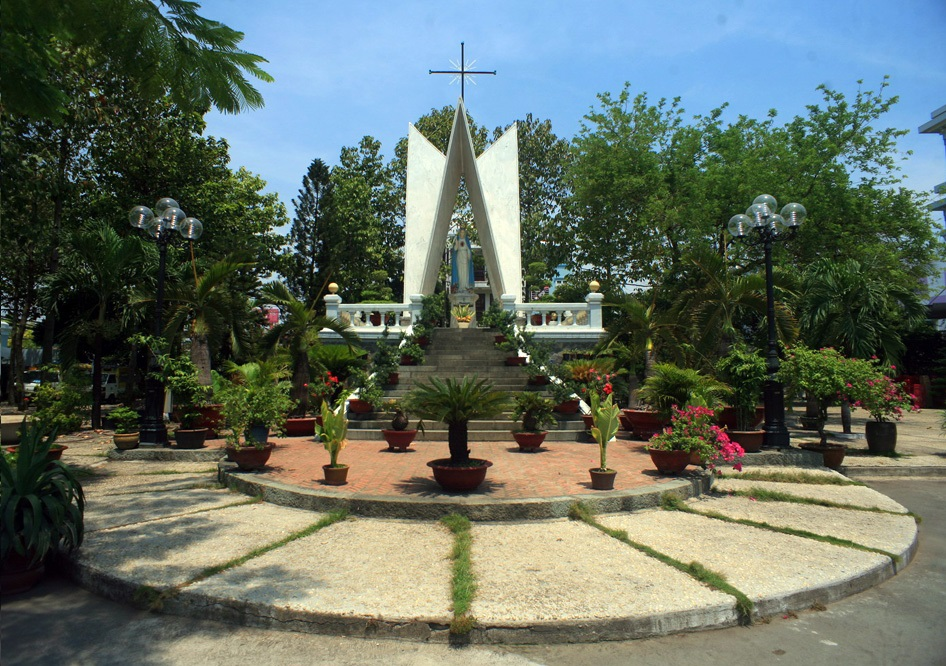
Tượng Đức mẹ Maria trong sân nhà thờ
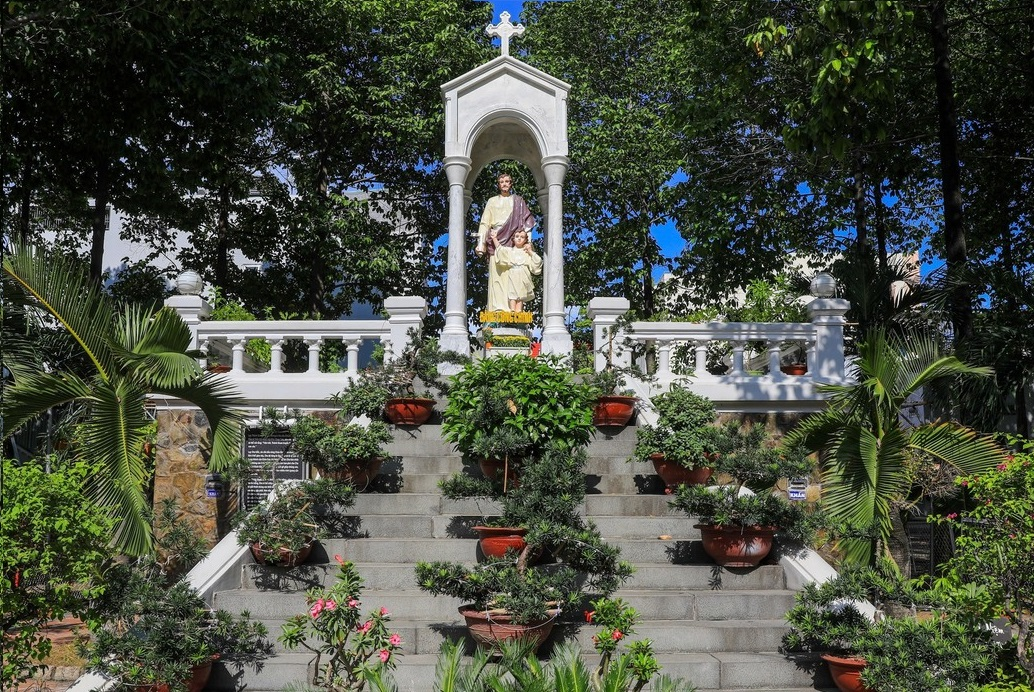
Tượng thánh Giuse trong sân nhà thờ, đối diện với tượng Đức mẹ Maria
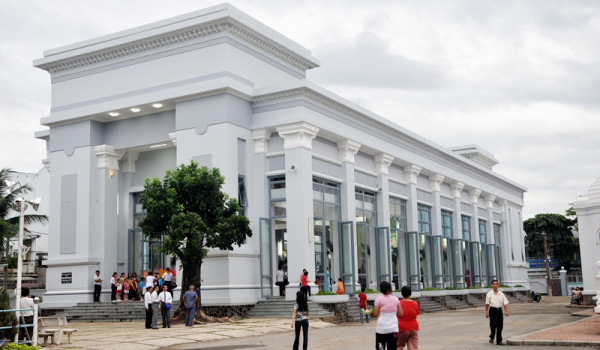
Nhà thờ phụ của nhà thờ Hạnh Thông Tây
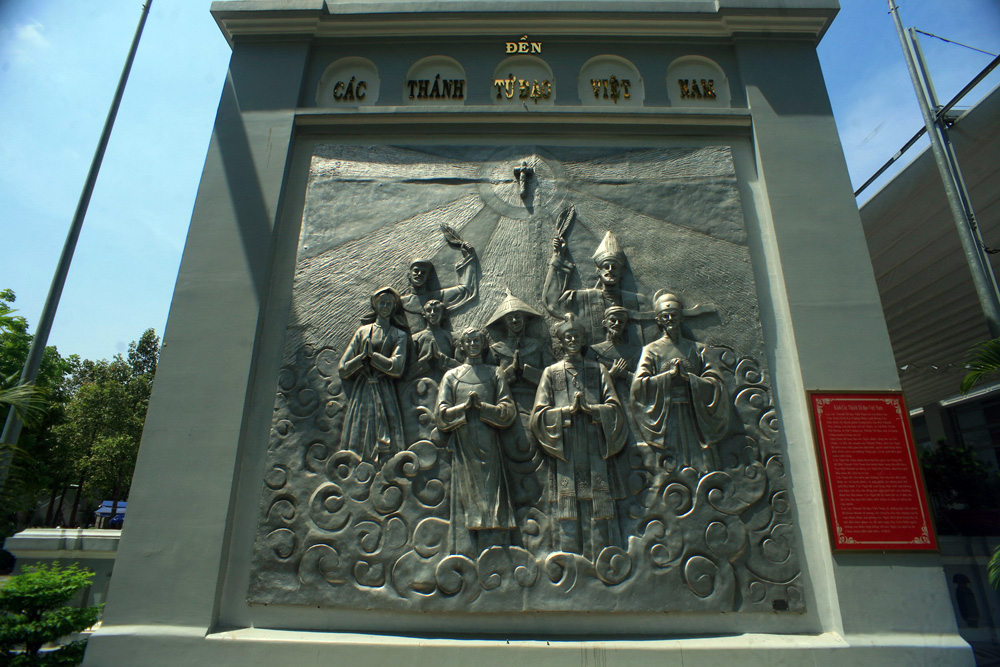
Đền các thánh tử đạo Việt Nam ở sau lưng nhà thờ